# مکسبورگ (اورگن)
مکسبورگ (به انگلیسی: Macksburg) یک منطقهٔ مسکونی در ایالات متحده آمریکا است که در شهرستان کلاکاماس، اورگن واقع شده‌است.